# Sonata per a piano núm. 12 en do sostingut menor, D 655 (Schubert)

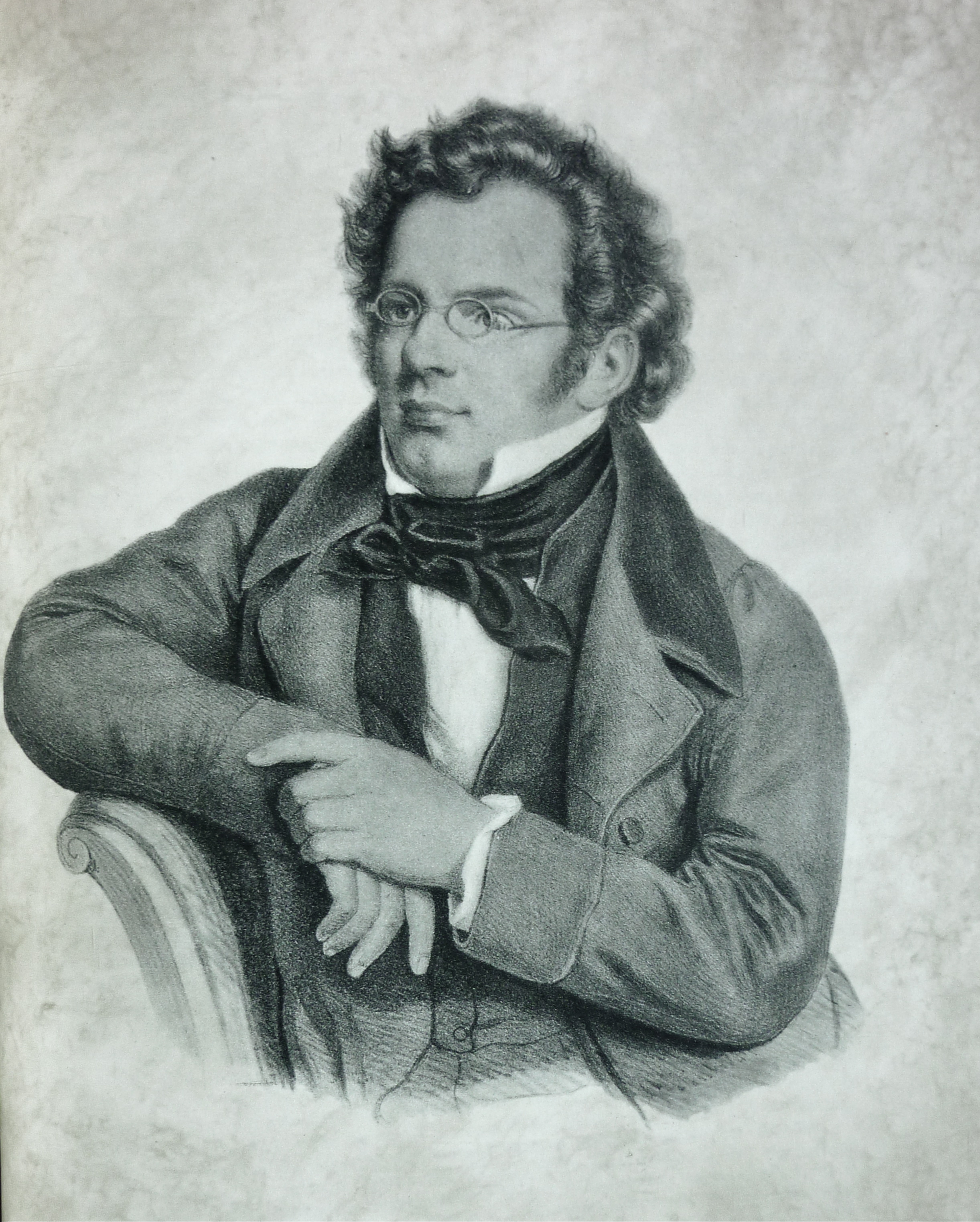
Retrat de Franz Schubert.

La Sonata per a piano núm. 12 en do sostingut menor, D 655, és una obra per a piano sol, inacabada, composta per Franz Schubert durant el mes d'abril de 1818. Aparegué publicada molts anys després en un suplement en l'edició d'Eusebius Mandyczewski de 1897; forma part de la sèrie XXI (Supplement: Instrumentalmusik; Gesangsmusik).

## Moviments
La sonata és incompleta i consisteix en un únic moviment també inacabat, ja que va ser abandonat abans de la conclusió. Altres músics, com Howard Ferguson i Noël Lee, han intentat completar el que Schubert havia deixat apuntat.
Aquest moviment fragmentari està en do# menor i és segueix l'esquema de la forma sonata, quedant inacabat al final de l'exposició. Schubert fa servir una exposició amb tres tonalitats, amb un primer grup tema en el tònica, un segon grup temàtic, primer en mi major (el relatiu major) i també en sol# major (la tonalitat dominant major). Inusualment, el segon grup temàtic és quatre vegades més llarg que el primer.